# 涌井秀人
涌井 秀人（わくい しゅうと、1993年7月24日 - ）は、群馬県出身のサッカー指導者。

## 来歴
小学校2年生の時に沼田FCで本格的にサッカーを始めた。高崎健康福祉大学高崎高校を卒業後、指導者を目指すためJAPANサッカーカレッジへ進学。在学中、能仲太司監督の下でアルビレックス新潟レディースのアシスタントコーチを務めた。
2016年、ヴァンフォーレ甲府の分析担当コーチに就任した。
2020年、松本山雅FCに移籍した。
2023年、京都サンガF.C.に移籍した。

## 指導歴
- 2016年 - 2019年  ヴァンフォーレ甲府 分析担当コーチ
- 2020年 - 2022年  松本山雅FC コーチ
- 2023年 -  京都サンガF.C. コーチ